# Kanton Thorigny-sur-Oreuse
Kanton Thorigny-sur-Oreuse (fr. Canton de Thorigny-sur-Oreuse) je francouzský kanton v departementu Yonne v regionu Burgundsko-Franche-Comté. Tvoří ho 17 obcí. Zřízen byl v roce 2015.

## Obce kantonu
- La Chapelle-sur-Oreuse
- Compigny
- Courlon-sur-Yonne
- Cuy
- Évry
- Gisy-les-Nobles
- Michery
- Pailly
- Perceneige
- Plessis-Saint-Jean
- Saint-Denis-lès-Sens
- Serbonnes
- Sergines
- Soucy
- Thorigny-sur-Oreuse
- Vinneuf
- Voisines